# Muntanya Esperança (Terra de Palmer)
Muntanya Esperança (Mont Hope) és una muntanya que s'eleva fins als 3,239 metres (10,627 ft), formant el pic central i més alt de la Serralada de l'Eternitat al nord de Terra de Palmer, Península Antàrtica, Antàrtida. Es troba dins dels Territoris Antàrtics Britànics, Territoris Antàrtics Xilens i Antàrtida Argentina. Després d'un estudi del 2017 realitzat per l'equip del Servei d'Estudis Antàrtics Britànics, es va descobrir que la Muntanya Esperança era més alta del que es pensava anteriorment. És el punt més alt del Territori Antàrtic Britànic i de les terres reclamades pel Regne Unit.

## Noms
Va ser vist per primera vegada des de l'aire i anomenat Muntanya Esperança per Lincoln Ellsworth durant els seus vols del 21 i 23 de novembre de 1935. Aquesta muntanya és una de les tres muntanyes principals de la serralada Eternitat d'Ellsworth, a la qual va donar els noms de Fe, Esperança i Caritat, les tres virtuts teologals cristianes.
La muntanya va ser estudiada un any després, el novembre de 1936, i JR Rymill, de l'expedició britànica Graham Land, li va donar el nom de "Mount Wakefield". Posteriorment, el Servei Antàrtic dels Estats Units va fotografiar la formació des de l'aire el setembre de 1940 i l'Expedició de Recerca Antàrtica de Ronne el desembre de 1947. Un estudi acurat dels informes, mapes i fotografies d'aquestes expedicions, així com un estudi addicional de la zona realitzat pel Falkland Islands Dependencies Survey el 1960, ha portat a la conclusió que Mount Hope d'Ellsworth i Mount Wakefield de Rymill són sinònims. Per tal de garantir la continuïtat històrica, s'ha conservat el nom Muntanya Esperança (Mount Hope) per a aquesta muntanya i el nom Wakefield s'ha transferit a Wakefield Highland, situat al nord-oest.